# Witkeelmuistimalia
De witkeelmuistimalia (Pellorneum celebense synoniem: Trichastoma celebense) is een zangvogel uit de familie Pellorneidae.

## Verspreiding en leefgebied
Deze soort is endemisch op Celebes en telt 6 ondersoorten:
- P. c. celebense: noordelijk Celebes en de nabijgelegen eilanden.
- P. c. connectens: het noordelijke deel van Centraal-Celebes.
- P. c. rufofuscum: centraal Celebes.
- P. c. finschi: zuidwestelijk Celebes.
- P. c. sordidum: zuidoostelijk Celebes.
- P. c. togianense: Togian-eilanden (nabij het noordelijke deel van Centraal-Celebes).